# Luca Brecel
Luca Brecel (Dilsen-Stokkem, 8 maart 1995) is een Belgische professionele snookerspeler. In 2023 kroonde hij zich tot wereldkampioen in die sport.

## Carrière

### Kennismaking met de sport
Toen Brecel vijf jaar was, ging hij voetballen bij een jeugdploeg in Dilsen. Op negenjarige leeftijd kwam hij voor het eerst met de snookersport in contact. De voetbalploeg werd ingeruild voor de snookerclub, waar hij iedere zaterdag een balletje ging potten. Zijn talent werd er opgemerkt en er werd begeleiding voor hem gezocht. Op tienjarige leeftijd won hij zijn eerste regionale rankingtoernooi bij de mannen.
In zijn tweede seizoen (2006-2007) speelde Brecel zich in de kijker door enkele mooie toernooizeges te boeken, zowel binnen als buiten Limburg. Zijn eerste buitenlandse toernooi was het invitatietoernooi European -16 tournament in Malta. Het toernooi werd meteen zijn eerste Europese titel. Ook bij zijn eerste deelname aan het Belgisch Kampioenschap cadetten in 2007 pakte hij meteen de titel. Hij was toen nauwelijks twaalf jaar.
Het derde seizoen (2007-2008) overtrof alle verwachtingen. Als twaalfjarige won hij de derde Belgium Ranking 200 waaraan spelers als ex-prof Bjorn Haneveer, Europees Kampioen Kevin Van Hove en Europees Kampioen Danny Lathouwers deelnamen. Van deze laatste won Brecel trouwens toen de finale. Met deze titel is hij tot op heden de jongste Belgium Ranking-winnaar ooit in de geschiedenis van de Belgische snookersport.
In januari 2008 speelde Brecel op het tweede European Snooker Tournament U17 de finale. Met een century break van 112 kreeg hij de prijs voor de hoogste break. Door zijn goede prestaties bij de nationale cadetten plaatste hij zich voor het EK -19 in het Schotse Glasgow. Hij deed er veel ervaring op en eindigde bij de laatste zestien.

### Amateurcarrière
In april 2009 werd hij op 14-jarige leeftijd de jongste Europese kampioen ooit in de leeftijdscategorie tot 19 jaar. In mei 2009, tijdens het finaletoernooi van de World Series of Snooker in Portugal, bereikte hij als enige ongeplaatste amateurspeler de laatste acht, de zeven anderen behoorden allen tot de top-32 van de wereld. Brecel versloeg hierbij zesvoudig WK-finalist Jimmy White met 4-3 en voormalig wereldkampioen Ken Doherty met 5-3 op zijn weg naar de kwartfinales waarin hij met 5-4 verloor van oud-wereldkampioen Graeme Dott. In augustus 2009 versloeg Brecel Joe Perry, op dat moment nummer 12 in de wereld, op de Paul Hunter Classic. Op 8 januari 2010 versloeg Brecel in een demonstratiewedstrijd in Brugge zevenvoudig wereldkampioen Stephen Hendry met 4-1.
Op 24 mei 2010 werd Brecel op 15-jarige leeftijd Belgisch kampioen door in de finale Bjorn Haneveer, op dat moment nummer 62 op de wereldranglijst, te verslaan met 7-4. Brecel is daarmee de jongste Belgische kampioen ooit. Hij had eveneens de hoogste break met 136 punten. Op 5 juni 2010 werd Brecel in Boekarest Europees kampioen door in de finale de Nederlander Roy Stolk te verslaan met 7-4.
Op 30 oktober 2010 deed Luca mee aan het eerste internationale Power Snookertoernooi in Londen, waar hij in de eerste ronde verloor van Ronnie O'Sullivan met 338-196.
Tijdens het sportgala op 19 december 2010 werd hij uitgeroepen tot belofte van het jaar.

### Professionele carrière
Op 5 mei 2011 werd bekendgemaakt dat Luca Brecel een wildcard toegekend krijgt voor het seizoen 2011-2012. Dit betekende dat hij voor het volgende seizoen geplaatst was voor de Main Tour, hetgeen vrij uitzonderlijk was gezien zijn jeugdige leeftijd. Brecel behaalde op 21 juni 2011 zijn allereerste profzege tijdens de Players Tour Championship in Sheffield. De 16-jarige profdebutant versloeg de Engelsman Anthony Hamilton, op dat moment de nummer 36 van de wereld, met 4-0. Een ronde later verloor hij nipt met 3-4 van Peter Lines.
In januari 2012 maakte hij tijdens het amateurtoernooi "HyProCup" in Peer voor de eerste keer de maximumbreak van 147 op 16-jarige leeftijd. Ter vergelijking, Ronnie O'Sullivan was 15 en Judd Trump was zelfs maar 14 toen zij een maximumbreak behaalden.
Op 15 april 2012 plaatste hij zich als jongste deelnemer ooit voor het World Snooker Championship. Hij schakelde in de voorrondes Ian McCulloch (10-2), Barry Pinches (10-3), Michael Holt (10-9) en Mark King (10-8) uit. Hij is ook de enige Belg die zich ooit wist te plaatsen voor het WK. In de eerste ronde verloor hij van Stephen Maguire, nummer 7 van de wereld, met 10-5. Meteen na zijn nederlaag werd duidelijk dat Brecel ook een wildcard kreeg voor de volgende twee seizoenen op de Main Tour.
In het seizoen 2012-2013 kon Brecel zich niet plaatsen voor de hoofdtabel van de eerste vier grote toernooien. Maar na winst tegen Peter Ebdon kon hij dit wel voor het UK Championship 2012. In de eerste ronde versloeg hij Ricky Walden, nummer 12 van de wereld, met 6-5 en in de tweede ronde versloeg hij Mark King met 6-4. In de kwartfinale verloor hij van Shaun Murphy, nummer 4 van de wereld, met 6-5.

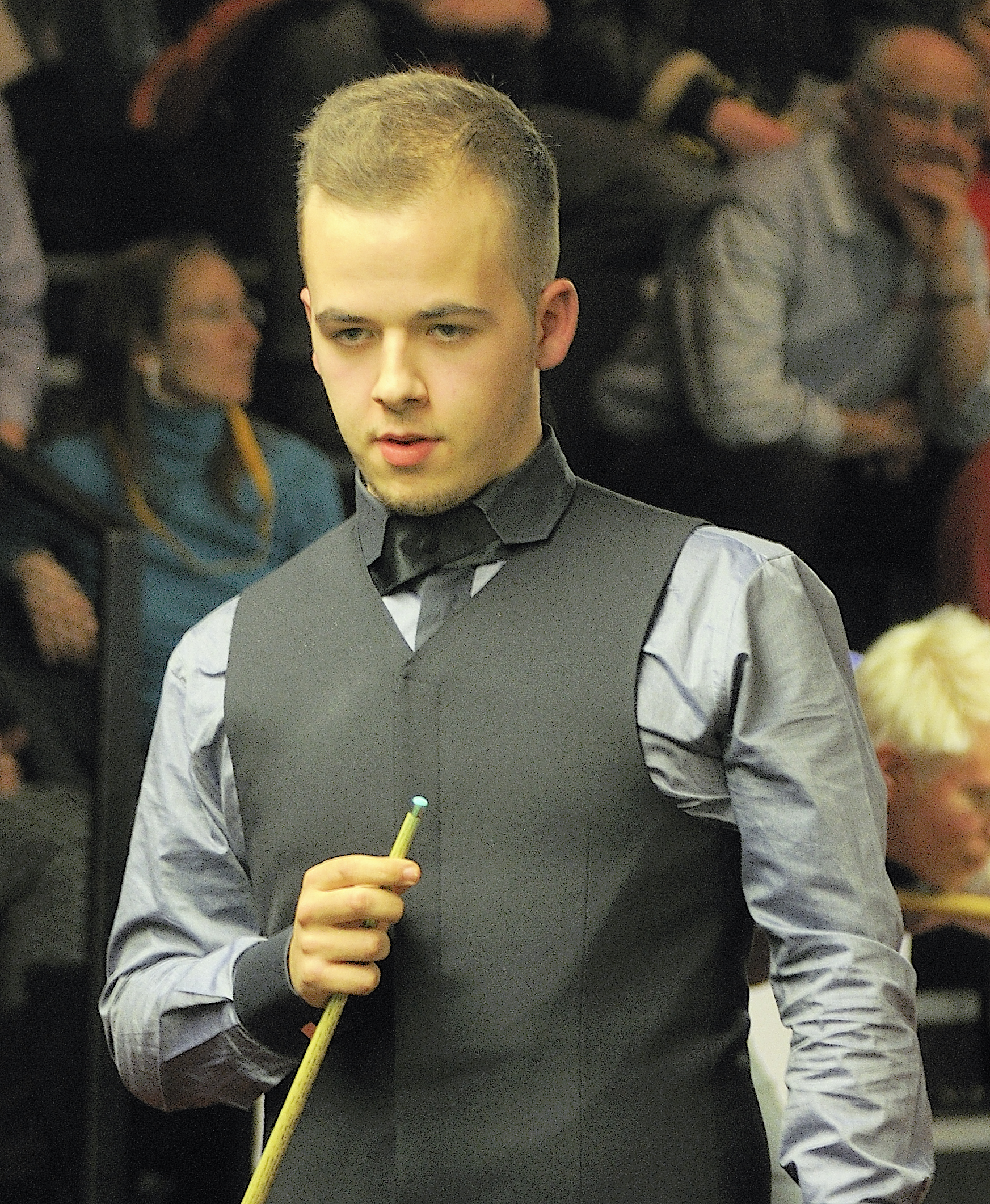
Luca Brecel tijdens de German Masters in 2014

In het nieuwe seizoen 2014-2015 ging Luca Brecel opnieuw niet best van start. Enkel voor de Australian Open kon hij zich plaatsen voor de eindfase, waar hij in de eerste ronde de duimen legde tegen Matthew Stevens (3-5). In de European Tour ging het Luca beter af, met als hoogtepunt een kwartfinale op de PTC4 in Bulgarije. Hij plaatste zich voor de derde opeenvolgende keer voor het UK Championship 2014, waar hij na een degelijke eerste ronde in de tweede ronde een 6-0 aangesmeerd kreeg door Mark Allen, nummer 6 van de wereld.
Luca plaatste zich voor de Welsh Open. Na een schitterende 4-0-overwinning in de eerste ronde tegen de nummer 15 van de wereld, Robert Milkins, stoomde Luca door naar de vierde ronde (met in de tweede ronde een 140 career-best century in de Professionele Tour) waar hij het mocht opnemen tegen Mark Selby, nummer 1 in de wereld, en de man in grote vorm. Luca potte geen bal in de eerste twee frames, maar vocht zichzelf terug in de match, met onder meer een 101 clearance. In een nagelbijtende zevende frame trok Luca aan het langste eind en plaatste zich voor de kwartfinale. In de kwartfinale was zijn tegenstander Ricky Walden, die de eerste drie frames won. Maar daarna knokte Luca zich helemaal terug door al de resterende frames te winnen en hij ging uiteindelijk door naar de halve finales met een 3-5-overwinning. Het was ook de eerste keer dat een Belg in de halve finales van een rankingtoernooi stond.
De start van het seizoen 2015-2016 werd gekenmerkt door een veel consistenter spelende Luca Brecel. Luca plaatste zich voor 8 opeenvolgende rankingtoernooien. In de UK Open werd hij pas in de vierde ronde uitgeschakeld door Matthew Selt. In het volgende rankingtoernooi, de German Masters, speelde Luca Brecel als allereerste Europese vastelandbewoner de finale van een rankingtoernooi.
Op 22 augustus 2017 won Brecel in het Chinese Guangzhou zijn allereerste full rankingtoernooi. Brecel klopte in de finale van het China Championship de Engelse ex-wereldkampioen Shaun Murphy met 10-5. Brecel kwam door zijn zege voor het eerst de top 16 van de wereld binnen. Hij was de eerste speler van het Europese vasteland die een full rankingtoernooi won.
Hierna was het tot 2020 wachten voor Brecel op een nieuwe titel. Nadat het snookercircuit maandenlang had stilgelegen door de COVID-19-pandemie won hij met de Championship League het eerste toernooi dat georganiseerd werd. In 2021 verloor hij de finale van het UK Championship met 10-5 van Zhao Xintong. Een week later bereikte hij weer een finale van een rankingtoernooi, met name de Scottish Open. Brecel versloeg John Higgins met 9-5 en won hiermee zijn tweede rankingtitel.
Bij de start van het seizoen 2022/23 wist Brecel meteen de finale van het eerste rankingtoernooi, zijnde de Championship League, te bereiken. Hij wist deze met 3-1 van de Chinees Lu Ning te winnen, waarmee hij zijn derde rankingtitel behaalde.

#### WK snooker 2023
Op het wereldkampioenschap snooker 2023 in het Crucible Theatre in Sheffield bereikte Brecel, als eerste speler van het Europese vasteland ooit, de finale door achtereenvolgens Ricky Walden, Mark Williams, Ronnie O'Sullivan en Si Jiahui te verslaan. Hij zorgde in zijn halve finale tegen Si Jiahui tevens voor de grootste comeback in de geschiedenis van het WK snooker. Hij kwam terug van een 5-14 achterstand om uiteindelijk met 17-15 te winnen. In de finale haalde Brecel het met 18-15 tegen Mark Selby en werd hij niet alleen de eerste wereldkampioen afkomstig van het Europese vasteland, maar ook de eerste uit om het even welk land buiten de historische Britse invloedssfeer, aangezien elke wereldkampioen tot dan toe afkomstig was uit de Britse eilanden en in twee alleenstaande gevallen uit de Commonwealth-landen Canada (Cliff Thorburn) en Australië (Neil Robertson). Tevens werd hij de eerste wereldkampioen die niet het Engels als moedertaal heeft. Met de wereldtitel ontving Brecel een bedrag van 500.000 pond. Bij zijn vijf eerdere WK-deelnames werd hij telkens in de eerste ronde uitgeschakeld.

## Resultaten
| Toernooi                         | 2011/12 | 2012/13 | 2013/14 | 2014/15 | 2015/16 | 2016/17 | 2017/18 | 2018/19 | 2019/20 | 2020/21 | 2021/22 | 2022/23 | 2023/24 | 2024/25 |
| -------------------------------- | ------- | ------- | ------- | ------- | ------- | ------- | ------- | ------- | ------- | ------- | ------- | ------- | ------- | ------- |
| Ranking                          | -       | 79      | 72      | 63      | 44      | 30      | 27      | 15      | 15      | 38      | 39      | 12      | 2       | 38      |
| Rankingtoernooien                |         |         |         |         |         |         |         |         |         |         |         |         |         |         |
| British Open                     | NG      | NG      | NG      | NG      | NG      | NG      | NG      | NG      | NG      | NG      | 3R      | VK      | VK      | 3R      |
| English Open                     | NG      | NG      | NG      | NG      | NG      | 1R      | 2R      | 2R      | 1R      | 2R      | KF      | F       | 3R      | 2R      |
| Championship League              | NR      | NR      | NR      | NR      | NR      | NR      | NR      | NR      | NR      | GF      | GF      | W       | A       | A       |
| Northern Ireland Open            | NG      | NG      | NG      | NG      | NG      | 3R      | A       | 4R      | 3R      | 3R      | 2R      | 3R      | A       | 2R      |
| UK Championship                  | VK      | KF      | 2R      | 2R      | 4R      | KF      | 3R      | 3R      | 1R      | 2R      | F       | 2R      | 2R      | 1R      |
| Scottish Open                    | NG      | A       | NG      | NG      | NG      | 1R      | A       | 3R      | 1R      | 2R      | W       | VK      | 2R      | 1R      |
| World Grand Prix                 | NG      | NG      | NG      | NG      | NR      | 1R      | 1R      | NK      | NK      | NK      | 2R      | 2R      | NK      | NK      |
| German Masters                   | VK      | VK      | 1R      | VK      | F       | VK      | VK      | VK      | 2R      | 2R      | 2R      | 2R      | VK      | 2R      |
| Shoot-Out                        | NR      | NR      | NR      | NR      | NR      | 3R      | 3R      | 4R      | 1R      | 1R      | 2R      | 1R      | A       | A       |
| Welsh Open                       | VK      | VK      | 1R      | HF      | 4R      | 1R      | 2R      | 1R      | 4R      | 1R      | VK      | 3R      | KF      | HF      |
| Players Championship             | NK      | NK      | NK      | 1R      | 1R      | NK      | 1R      | NK      | NK      | NK      | 1R      | KF      | NK      | NK      |
| Tour Championship                | NG      | NG      | NG      | NG      | NG      | NG      | NG      | VK      | VK      | VK      | HF      | VK      | NK      | NK      |
| Wereldkampioenschap              | 1R      | VK      | VK      | VK      | VK      | 1R      | 1R      | 1R      | VK      | VK      | 1R      | W       | 1R      | KF      |
| Non-rankingtoernooien            |         |         |         |         |         |         |         |         |         |         |         |         |         |         |
| Champion of Champions            | NG      | NG      | A       | A       | A       | A       | HF      | 1R      | A       | 1R      | A       | 1R      | 1R      | 1R      |
| Six-Red World Championship       | A       | A       | A       | A       | A       | KF      | A       | HF      | 1R      | NG      | NG      | A       | NG      | NG      |
| Masters                          | A       | A       | A       | A       | A       | A       | 1R      | KF      | A       | A       | A       | 1R      | 1R      | KF      |
| Voormalige rankingtoernooien     |         |         |         |         |         |         |         |         |         |         |         |         |         |         |
| Paul Hunter Classic              | 1R      | 2R      | 2R      | 3R      | 3R      | 1R      | 2R      | 3R      | NR      | NG      | NG      | NG      | NG      | NG      |
| Wuxi Classic                     | NR      | VK      | VK      | VK      | NG      | NG      | NG      | NG      | NG      | NG      | NG      | NG      | NG      | NG      |
| Australian Goldfields Open       | VK      | VK      | VK      | 1R      | VK      | NG      | NG      | NG      | NG      | NG      | NG      | NG      | NG      | NG      |
| Shanghai Masters                 | VK      | VK      | VK      | VK      | 1R      | VK      | KF      | NR      | NR      | NG      | NG      | NG      | F       | NR      |
| Indian Open                      | NG      | NG      | VK      | 2R      | NG      | A       | 1R      | 3R      | NG      | NG      | NG      | NG      | NG      | NG      |
| China Open                       | VK      | VK      | 3R      | VK      | 1R      | VK      | 1R      | HF      | NG      | NG      | NG      | NG      | NG      | NG      |
| Riga Masters                     | NG      | NG      | NG      | A       | A       | 1R      | 2R      | 1R      | 1R      | NG      | NG      | NG      | NG      | NG      |
| International Championship       | NG      | VK      | VK      | VK      | 1R      | 1R      | 2R      | VK      | 2R      | NG      | NG      | NG      | NG      | NG      |
| China Championship               | NG      | NG      | NG      | NG      | NG      | NR      | W       | 1R      | 3R      | NG      | NG      | NG      | NG      | NG      |
| World Open                       | VK      | VK      | VK      | NG      | NG      | 1R      | HF      | 2R      | 1R      | NG      | NG      | NG      | NG      | NG      |
| European Masters                 | NG      | NG      | NG      | NG      | NG      | 1R      | 3R      | 3R      | 1R      | 3R      | 2R      | 1R      | 3R      | NG      |
| Voormalige non-rankingtoernooien |         |         |         |         |         |         |         |         |         |         |         |         |         |         |
| World Grand Prix                 | NG      | NG      | NG      | NG      | 1R      | RT      | RT      | RT      | RT      | RT      | RT      | NG      |         |         |
| Shoot-Out                        | A       | A       | 1R      | 2R      | F       | RT      | RT      | RT      | RT      | RT      | RT      | NG      |         |         |
| Romanian Masters                 | NG      | NG      | NG      | NG      | NG      | NG      | 1R      | NG      | NG      | NG      | NG      | NG      |         |         |
| Championship League              | A       | A       | A       | A       | A       | A       | 1R      | 1R      | W       | RT      | RT      | NG      |         |         |
| Paul Hunter Classic              | RT      | RT      | RT      | RT      | RT      | RT      | RT      | RT      | HF      | NG      | NG      | NG      |         |         |
| Shanghai Masters                 | RT      | RT      | RT      | RT      | RT      | RT      | RT      | 1R      | A       | NG      | NG      | NG      |         |         |
| Gibraltar Open                   | NG      | NG      | NG      | NG      | A       | 3R      | 1R      | 1R      | 3R      | 2R      | 3R      | NG      |         |         |

| - W = winnaar - F = finalist - HF = halvefinalist - KF = kwartfinalist - 4R = verloren in vierde ronde - 3R = verloren in derde ronde - 2R = verloren in tweede ronde - 1R = verloren in eerste ronde | - GF = groepsfase - VK = verloren in kwalificatieronde - NK = niet gekwalificeerd - NG = niet gehouden - NR = non-rankingtoernooi - RT = rankingtoernooi - A = afwezig |

## Toernooioverwinningen

### Rankingtitels
| Nr. | Jaar | Toernooi            | Tegenstander in finale | Score |
| --- | ---- | ------------------- | ---------------------- | ----- |
| 1.  | 2017 | China Championship  | Shaun Murphy           | 10-5  |
| 2.  | 2021 | Scottish Open       | John Higgins           | 9-5   |
| 3.  | 2022 | Championship League | Liang Wenbo            | 3-1   |
| 4.  | 2023 | Wereldkampioenschap | Mark Selby             | 18-15 |

### Niet-Rankingtitels
| Nr. | Jaar | Toernooi            | Tegenstander in finale | Score       |
| --- | ---- | ------------------- | ---------------------- | ----------- |
| 1.  | 2020 | Championship League | Ben Woollaston         | Finalegroep |

Joe Davis · Walter Donaldson · Fred Davis · Horace Lindrum · John Pulman · John Spencer · Ray Reardon · Alex Higgins · Terry Griffiths · Cliff Thorburn · Steve Davis · Dennis Taylor · Joe Johnson · Stephen Hendry · John Parrott · Ken Doherty · John Higgins · Mark Williams · Ronnie O'Sullivan · Peter Ebdon · Shaun Murphy · Graeme Dott · Neil Robertson · Mark Selby · Stuart Bingham · Judd Trump · Luca Brecel · Kyren Wilson · Zhao Xintong